# 卡洛斯·阿拉茲拉奎
卡洛斯·阿拉茲拉奎（英語：Carlos Alazraqui，1962年7月20日—），出生于揚克斯，是一名美国喜剧演员、电影电视演员、配音演员、歌手、模仿演员、制片人和编剧。